# Alfundão
Alfundão est une ancienne paroisse civile portugaise (en portugais : freguesia) de la municipalité de Ferreira do Alentejo dans le district de Beja.
La loi no 11-A/2013 du 28 janvier 2013, portant réorganisation administrative du territoire des freguesias, fusionne Alfundão avec la paroisse voisine de Peroguarda pour former l'’União das Freguesias de Alfundão e Peroguarda (dont le siège est à Alfundão).